# Готцева, Анна Александровна
Анна Александровна Готцева (родилась в 1989 году) — российская регбистка, нападающая команды «РГУТИС-Подмосковье» и сборной России по регби-7. Чемпионка Европы 2013 года.

## Биография
В составе сборной России по регби-7 выступала на чемпионатах Европы 2008 года (бронзовый призёр), 2013 года (чемпионка), Кубках мира 2009 и 2013 годов.